# デイヴィッド・ラッセル
デイヴィッド・ラッセル（David Russell, 1953年6月1日 - ）は、イギリス出身のギター奏者。
グラスゴーの生まれ。幼少期はメノルカ島に住み、アンドレス・セゴビアらのギターのレコードに親しむ。16歳の時にロンドンに戻ってロンドン王立音楽院でヘクター・クインにギターを学び、在学中にジュリアン・ブリーム賞を二度受賞した。1974年の音楽院卒業時にレイフ・ヴォーン・ウィリアムズ・トラストから奨学金を受け、スペインのホセ・トーマスの下で研鑽を積んだ。1975年にはホセ・ラミレス国際ギター・コンクールで優勝し、その後はアンドレス・セゴビア国際ギター・コンクールやフランシスコ・タルレガ国際ギター・コンクールなどにも入賞を果たした。1980年代後半以降はスペインのビゴを拠点に演奏活動を展開する。2014年にアリゾナ大学から音楽の名誉博士号を授与された。